# Châtelois
Le châtelois (endonyme : patoi d’vé Châté) est une variété de bourbonnais méridional, qui est essentiellement parlée à Châtel-Montagne, dans le Croissant linguistique, une aire de transition des domaines oïl et oc dans le centre de la France métropolitaine.

## Littérature
Une traduction du Petit Prince d’Antoine de Saint-Exupéry dans cette variété est publiée en 2021.

### Publications générales
- [Boula de Mareüil, Adda et Lamel 2021] Philippe Boula de Mareüil, Gilles Adda et Lori Lamel, « Comparaison dialectométriques de parlers du Croissant avec d'autres parlers d'oc et d'oïl », dans Louise Esher, Maximilien Guérin, Nicolas Quint et Michela Russo, Le Croissant linguistique entre oc, oïl et francoprovençal : des mots à la grammaire, des parlers aux aires, Paris, L'Harmattan, 2021, 376 p. (ISBN 978-2-343-23050-4, lire en ligne)
- [Quint 2023] Nicolas Quint, « Les parlers du Croissant : un aperçu des actions actuelles de documentation et de promotion d'un patrimoine linguistique menacé », dans Annie Rialland et Michela Russo, Les langues régionales de France Nouvelles approches : nouvelles méthodologies, revitalisation, vol. 1, Paris, Société de linguistique de Paris, 2023, 292 p. (ISBN 978-2957089420, lire en ligne), p. 213-245

### Publications spécialisées
- [Maurer-Cecchini 2023] Philippe Maurer-Cecchini, Grammaire descriptive du parler croissantin de Châtel-Montagne (Montagne bourbonnaise, Allier), Paris, L'Harmattan, coll. « Les parlers du Croissant », 2023, 490 p. (ISBN 978-2-14-032802-2, présentation en ligne)

### Publications littéraires
- [Moutet et Quint 2021] Henri Moutet (trad.) et Nicolas Quint (éd.), Le P’tit Prince : Traduction en châtelois (Châtel-Montagne, Allier) du « Petit Prince » d’Antoine de Saint-Exupéry, Neckarsteinach, Tintenfaß, 2021 (ISBN 978-3-947994-94-6, présentation en ligne)